# 旗の台
旗の台（はたのだい）は、東京都品川区の地名。現行行政地名は旗の台一丁目から旗の台六丁目。住居表示実施済区域。

## 地理
品川区の南西部に位置する。北部は小山・荏原・西中延、目黒区洗足にそれぞれ接する。東部は中延に接する。南部は大田区北馬込に接する。南西部から西部は大田区上池台・南千束・北千束にそれぞれ接する。町域内を中原街道が通る。また町域内を東急池上線と東急大井町線の線路が通っており、町域内に旗の台駅が置かれる。中原街道沿いに高層建造物、駅周辺に商店街が伸びる他は住宅地として利用される。また一丁目には昭和医科大学および昭和医科大学病院がある。

### 地価
住宅地の地価は、2025年（令和7年）1月1日の公示地価によれば、旗の台5-9-16の地点で75万5000円/m2となっている。

## 歴史
平塚村・平塚町・荏原町の小字に「旗ノ台」があった。このときの旗ノ台は、現在の旗の台五丁目と概ね一致する。
現在の旗の台は、1965年（昭和40年）9月1日の住居表示実施に伴い、西中延二 - 五丁目の大部分・平塚六 - 八丁目の大部分・小山八丁目の全域が合わさって成立した。

### 地名の由来
平安時代、源頼信が当時下総国（現：千葉県）において発生していた平忠常の乱を平定するために、下総に行く途中、当地に陣を張って八幡神を奉って戦勝を祈願し（現：旗岡八幡神社）源氏の白旗を掲げたことに由来する。

## 世帯数と人口
2023年（令和5年）1月1日現在（東京都発表）の世帯数と人口は以下の通りである。
| 丁目         | 世帯数    | 人口     |
| ------------ | --------- | -------- |
| 旗の台一丁目 | 534世帯   | 900人    |
| 旗の台二丁目 | 1,747世帯 | 2,829人  |
| 旗の台三丁目 | 975世帯   | 1,571人  |
| 旗の台四丁目 | 1,570世帯 | 2,613人  |
| 旗の台五丁目 | 2,204世帯 | 3,852人  |
| 旗の台六丁目 | 1,982世帯 | 3,945人  |
| 計           | 9,012世帯 | 15,710人 |

### 人口の変遷
国勢調査による人口の推移。
| 年                 | 人口   |
| ------------------ | ------ |
| 1995年（平成7年）  | 15,476 |
| 2000年（平成12年） | 15,405 |
| 2005年（平成17年） | 15,391 |
| 2010年（平成22年） | 15,316 |
| 2015年（平成27年） | 16,269 |
| 2020年（令和2年）  | 16,565 |

### 世帯数の変遷
国勢調査による世帯数の推移。
| 年                 | 世帯数 |
| ------------------ | ------ |
| 1995年（平成7年）  | 7,617  |
| 2000年（平成12年） | 7,982  |
| 2005年（平成17年） | 8,266  |
| 2010年（平成22年） | 8,419  |
| 2015年（平成27年） | 9,160  |
| 2020年（令和2年）  | 9,602  |

## 学区
区立小・中学校に通う場合、学区は以下の通りとなる（2020年4月時点）。
| 丁目         | 番地             | 小学校                 | 中学校                 |
| ------------ | ---------------- | ---------------------- | ---------------------- |
| 旗の台一丁目 | 1〜2番 6〜9番    | 品川区立第二延山小学校 | 品川区立荏原平塚学園   |
| 旗の台一丁目 | その他           | 品川区立清水台小学校   | 品川区立荏原第五中学校 |
| 旗の台二丁目 | 1番 4〜13番      | 品川区立清水台小学校   | 品川区立荏原第五中学校 |
| 旗の台二丁目 | その他           | 品川区立延山小学校     | 品川区立荏原第五中学校 |
| 旗の台三丁目 | 全域             | 品川区立旗台小学校     | 品川区立荏原第五中学校 |
| 旗の台四丁目 | 全域             | 品川区立旗台小学校     | 品川区立荏原第五中学校 |
| 旗の台五丁目 | 6〜12番 21〜28番 | 品川区立旗台小学校     | 品川区立荏原第五中学校 |
| 旗の台五丁目 | その他           | 品川区立清水台小学校   | 品川区立荏原第五中学校 |
| 旗の台六丁目 | 8〜12番 20〜33番 | 品川区立清水台小学校   | 品川区立荏原第五中学校 |
| 旗の台六丁目 | その他           | 品川区立第二延山小学校 | 品川区立荏原第五中学校 |

## 交通
東急大井町線と東急池上線の旗の台駅がある。東部方面では隣の東急大井町線の荏原町駅が、南部方向では隣の東急池上線の長原駅も利用可能である。

## 事業所
2021年（令和3年）現在の経済センサス調査による事業所数と従業員数は以下の通りである。
| 丁目         | 事業所数  | 従業員数 |
| ------------ | --------- | -------- |
| 旗の台一丁目 | 67事業所  | 4,937人  |
| 旗の台二丁目 | 160事業所 | 1,320人  |
| 旗の台三丁目 | 96事業所  | 639人    |
| 旗の台四丁目 | 104事業所 | 754人    |
| 旗の台五丁目 | 142事業所 | 824人    |
| 旗の台六丁目 | 68事業所  | 578人    |
| 計           | 637事業所 | 9,052人  |

### 事業者数の変遷
経済センサスによる事業所数の推移。
| 年                 | 事業者数 |
| ------------------ | -------- |
| 2016年（平成28年） | 625      |
| 2021年（令和3年）  | 637      |

### 従業員数の変遷
経済センサスによる従業員数の推移。
| 年                 | 従業員数 |
| ------------------ | -------- |
| 2016年（平成28年） | 7,230    |
| 2021年（令和3年）  | 9,052    |

## 施設
- 昭和医科大学
  - 昭和医科大学附属看護専門学校
  - 昭和医科大学病院
    - 昭和医科大学病院附属東病院
- 品川区立第二延山小学校
- 品川区立旗台小学校
- 品川区立清水台小学校
- 品川区立荏原第五中学校
- 品川区立心身障害者福祉会館
- 香蘭女学校中等科・高等科
- 文教大学付属中学校・高等学校
- 品川区立旗の台文化センター
- 旗岡八幡神社
- 法蓮寺
- 品川旗の台郵便局 - 閉店した蕎麦屋の空きテナントに開局

## その他

### 日本郵便
- 郵便番号 : 142-0064[3]（集配局 : 荏原郵便局[19]）。